# Rachid Bouarrata
Rachid Bouarrata (en arabe : رشيد بوعراطة), né le 26 février 1958 à Batna, est un entraîneur de football algérien.

## Biographie
Rachid Bouarrata commence sa carrière d'entraîneur en dirigeant les joueurs du MO Constantine. Avec cette équipe, il est sacré champion d'Algérie en 1991.
Il est brièvement le sélectionneur de l'équipe d'Algérie en début d'année 2003. Il est également l'assistant d'Abdelhamid Zouba et de Georges Leekens au sein de l'équipe nationale.
De 2011 à 2012, il entraîne le CS Constantine dans la Ligue Professionnelle algérienne 1.

## Palmarès
MO Constantine
- Championnat d'Algérie (1) :
  - Champion : 1990-91.